# كومونار
كومونار (بالروسية: Коммунар) هي إحدى مدن روسيا في الكيان الفدرالي الروسي لينينغراد أوبلاست.